# Пазачът на крепостта
„Пазачът на крепостта“ е български игрален филм (драма) от 1974 година на режисьора Милен Николов, по сценарий на Станислав Стратиев, (по повестта му „Дива патица между дърветата“). Оператор е Цветан Чобански. Музиката във филма е композирана от Александър Бръзицов.
Сниман е в крепостта „Баба Вида“ във Видин.

## Сюжет
След военната служба Сашо се връща в родния си град Видин. В очакване на лятото приятелите му кроят планове как ще завладеят черноморските курорти като келнери и музиканти. Сашо е влюбен в Ася, студентка в Художествената академия в София.
Той започва работа при реставраторите в крепостта на Дунава. Един ден пред вратата на крепостта спира шумна компания. Началникът Богданов нарежда крепостта да бъде отворена заради тях, след като само преди часове са върнати група ученици. Сашо се противопоставя и затова е уволнен. Сред младежите е Ася. Тя сконфузено обяснява на Сашо, че е с група приятели, които правят „фиеста“ из страната и, след като се прибере вкъщи, ще му пише.
Лятото е към края си. Приятелите на Сашо са се завърнали – някои са успели, други са разочаровани. Всеки ден Сашо очаква две писма – едното от университета, а другото от Ася. Един ден пощальонът бай Ангел спира пред неговата врата...

## Актьорски състав
- Йордан Ковачев – Сашко
- Катя Стойлова – Ася
- Александър Притуп – Азманов
- Георги Мамалев – Митака
- Мария Карел – Пепа
- Ангел Георгиев – Попчето
- Тодор Тодоров – Алекси
- Климент Михайлов – Ването
- Силвия Рангелова – Емилия
- Павел Поппандов – Пепи
- Томайца Петева – Веска
- Здравко Петров – Славчо
- Георги Стоянов – Началник
- Антон Карастоянов – Бай Ангел
- Дамян Антонов – Бащата
- Николай Атанасов – Мишо
- Калчо Калчев – Андреевски